# Yurisel Laborde
Yurisel Laborde, née le 18 août 1979 à Santiago de Cuba, est une judokate cubaine. Elle a remporté la médaille de bronze en moins 78 kg lors des Jeux olympiques de 2004 à Athènes. Elle compte également deux titres de championne du monde obtenus en 2005 et 2007. 
En mai 2008, Laborde quitte brutalement sa délégation en voyage à Miami pour un tournoi afin de fuir un retour à Cuba et de requérir l'asile politique aux États-Unis,.

## Palmarès

### Jeux olympiques
- Jeux olympiques de 2004 à Athènes (Grèce) :
  -  Médaille de bronze en moins de 78 kg.

### Championnats du monde
- Championnats du monde 2001 à Munich (Allemagne) :
  -  Médaille d'argent en moins de 78 kg.
- Championnats du monde 2003 à Osaka (Japon) :
  -  Médaille d'argent en moins de 78 kg.
- Championnats du monde 2005 au Caire (Égypte) :
  -  Médaille d'or en moins de 78 kg.
- Championnats du monde 2007 à Rio de Janeiro, (Brésil) :
  -  Médaille d'or en moins de 78 kg.